# Polnisch-zyprische Beziehungen
Polnisch-zyprische Beziehungen sind die außenpolitischen Beziehungen zwischen Polen und Zypern.
1364 nahm der König von Zypern Peter I. an dem Kongress von Krakau teil. Viele polnische Pilger ins Heilige Land fuhren über Zypern, einige blieben auf der Insel. Während des Zweiten Weltkriegs nahm Zypern ca. 500 polnische Kriegsflüchtlinge auf, darunter den Schriftsteller Melchior Wańkowicz. Diplomatische Beziehungen zwischen Polen und Zypern wurden in den 1960er Jahren aufgenommen. Seit den 1970er Jahren wurden mehrere Abkommen zwischen beiden Ländern unterzeichnet. Polen erkennt die Teilung der Insel und die Besetzung des Nordteils nicht an. Nach dem Beitritt Polens zur UE wanderten viele junge Polen, u. a. viele polnische Ärzte, nach Zypern aus.
Polen besitzt eine Botschaft in Nikosia und ein Generalkonsulat in Limassol. Zypern hat eine Botschaft in Warschau und Honorarkonsulate in Stettin und Gdynia.